# Orthetrum glaucum
Orthetrum glaucum is een libellensoort uit de familie van de korenbouten (Libellulidae), onderorde echte libellen (Anisoptera).

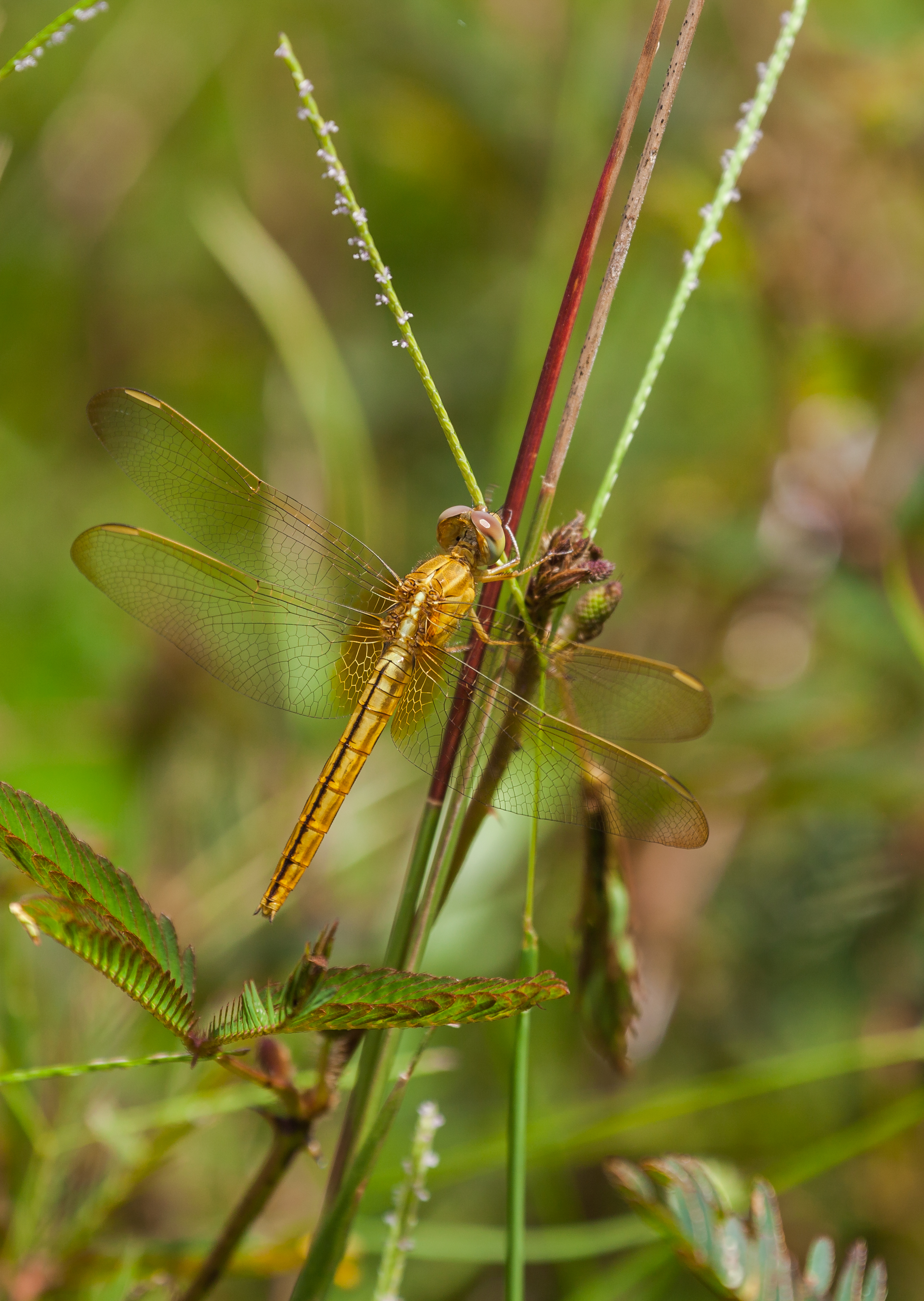
vrouwelijk

De soort staat op de Rode Lijst van de IUCN als niet bedreigd, beoordelingsjaar 2007.
De wetenschappelijke naam Orthetrum glaucum is voor het eerst geldig gepubliceerd in 1865 door Brauer.